# Béla Illés
Béla Illés (22. března 1895, Kassa, Rakousko-Uhersko, dnes Košice, Slovensko – 5. ledna 1974, Budapešť) byl levicově (komunisticky) orientovaný maďarský spisovatel a novinář.

## Život

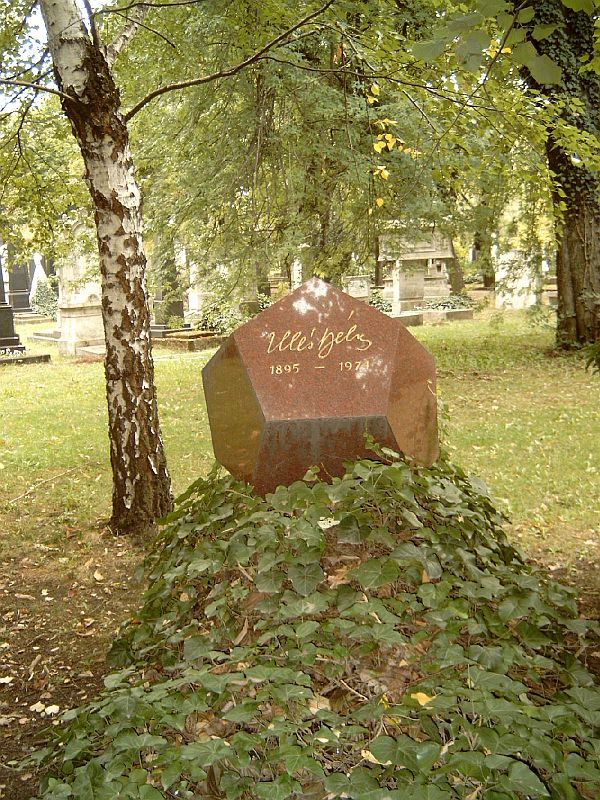
Spisovatelův hrob na hřbitově Kerepesi v Budapešti

Béla Illés se narodil roku 1895 v Horních Uhrách ve městě Kassa (dnes slovenské Košice), ale dětství prožil v Berehovu (Beregszász) na Podkarpatské Rusi. Již od mládí se účastnil revolučního hnutí. Roku 1916 ukončil doktorská studia práv na univerzitě v Budapešti. Během první světové války bojoval na rumunské, albánské a italské frontě. Po pádu Maďarské republiky rad, ve které zaujímal postavení člena vojenské rady, emigroval roku 1919 do Vídně a v letech 1920–1921 působil jako novinář na Podkarpatské Rusi. Za svou činnost byl zatčen a vyhoštěn z Československa. Od roku 1923 žil v Sovětském svazu, kde začínal jako dělník, ale brzy se prosadil jako romanopisec a stal se členem sekretariátu Svazu sovětských spisovatelů. Za druhé světové války bojoval jako důstojník v Rudé armádě. Do Maďarska se vrátil roku 1945 a věnoval se spisovatelské činnosti. Zemřel roku 1974 v Budapešti. Pochován je na místním hřbitově 'Kerepesi temető'.
Pro svá díla čerpal Illés náměty z prostředí Podkarpatské Rusi a z bojů maďarské a sovětské armády za druhé světové války. Charakteristickým rysem jeho tvorby je anekdotický styl. Dvakrát obdržel Kossuthovu cenu (1950 a 1955).

## Dílo
- Doktor Utrius Pál honvédbaka iratai (1916, Zápisky vojína doktora Pála Utriuse).
- Ég a Tisza (1929, Hoří Tisa), vydáno v Sovětském svazu, třídílný román o Maďarské republiky rad.
- Kárpáti rapszódia (1939, Karpatská rapsodie), první verze pozdější trilogie, vydaná v Sovětském svazu.
- Kárpáti rapszódia (Karpatská rapsodie), autobiografická románová trilogie zachycující život na Podkarpatské Rusi od 80. let 19. století do roku 1920. Ústředním dějovým motivem jsou osudy syna berehovského vinaře Gézy Bálinta od jeho dětství, přes studia v Budapešti a světovou válku až do doby, kdy se stal vlivným činitelem v Ukrajinské rudé gardě a v dělnickém hnutí, dokud nebyl po přivtělení Podkarpatské Rusi k Československu vyhoštěn do Sovětského svazu. Dílo zachycuje především útisk Rusínů, proces jejich revolučního uvědomování a skládá se z těchto dílů:
  - Új bor (1945, Mladé víno),
  - Erdei emberek (1945, Lesní lidé),
  - Zsatkovics Gergely királysága (1946, Království Hryhorije Žatkoviče).
- Találkolzások (1946, česky jako Devět setkání), vzpomínkové črty na setkání autora s devíti známými spisovateli v Moskvě (například s G. B. Shawem, Romainem Rolandem, (Rabíndranáthem Thákurem a s dalšími).
- Skipetarok (1947, Škipetáři), česky též jako Škipetáři – synové orlů, příběh z Albánie za první světové války.
- Emberek vagyunk (1948, Jsme lidé), cyklus povídek z různých dob se stejnou tematikou, kterou je neustálý růst revolučních sil pracujícího lidu.
- Fegyvert és vitézt éneklek (1949, Opěvuji zbraně a hrdiny), česky jako Děla míří na Budapešť, román o dobývání Budapešti sovětskou armádou roku 1944.
- Vígszínházi csata (1950, Vígszínházská bitva), česky jako Děla v Budapešti, román popisující pouličním boje a obsazení Budapešti sovětskou armádou v lednu roku 1945.
- Tűz Moszkva alatt (1951, Požár pod Moskvou), novela, která reportážním stylem líčí požár, který vypukl při stavbě moskevského metra v září roku 1934 a společné úsilí dělníků, inženýrů, vedoucích a milicionářů o jeho uhašení.
- Honfoglalás (1952, Zabrání vlasti), česky jako Země vykoupená, románová epopej vyznamenaná Kossuthovou cenou čerpající děj z druhé světové války. Líčí hrůzy horthyovského režimu, který vehnal Maďarsko do války proti Sovětskému svazu, sleduje osudy maďarských válečných zajatců v letech Velké vlastenecké války, boje maďarských partyzánů v Karpatech a konečně přípravou sovětské ofenzivy proti Budapešti.
- Harminchat esztendő (1956, Třcet šest let)
- Válaszúton (1958)
- Szivárvány (1959, Duha), divadelní hra odehrávající se v období Maďarské republiky rad.
- Anekdoták könyve (1960, Kniha anekdot)
- Lövészárokban (1966, V zákopu)
- Pipafüst mellett (1967, Při dýmce), literární vzpomínky.
- Varázsló inasok (1978)

## Česká vydání
- Škipetáři, Svoboda, Praha 1948, přeložil Jan Dobeš, znovu pod názvem Škipetáři – synové orlů, Práce, Praha 1949.
- Karpatská rapsodie, Práce, Praha 1949, přeložil Arno Kraus (starší), znovu Naše vojsko, Praha 1951 a SNKLHU, Praha 1954 a SNKLU 1965.
- Děla míří na Budapešť, Naše vojsko, Praha 1950, přeložil Arno Kraus (starší), znovu 1954.
- Požár pod Moskvou, Naše vojsko, Praha 1951, přeložil Arno Kraus (starší).
- Jsme lidé, Naše vojsko, Praha 1951, přeložil Jan Lichtenstein.
- Děla v Budapešti, Naše vojsko, Praha 1951, přeložil Jan Lichtenstein, znovu 1953.
- Devět setkání, Československý spisovatel, Praha 1952, přeložil Arno Kraus (starší).
- Země vykoupení, Naše vojsko, Praha 1956, přeložil Jan Lichtenstein, znovu 1977.
- Duha, Dilia, Praha 1959, přeložila Markéta Donáthová.
- Hoří Tisa, SNPL, Praha 1960, přeložil Bohumil Müller.
- Karpatská rapsódie, Naše vojsko, Praha 1973, přeložil Milan Navrátil.